# Kurt Pärli
Kurt Pärli (* 26. Januar 1963) ist ein Schweizer Jurist und Hochschullehrer an der Universität Basel.

## Leben
Pärli studierte von 1985 bis 1988 Soziale Arbeit und von 1995 bis 2003 Rechtswissenschaften an den Universitäten Bern, Freiburg i.Ue. und St. Gallen. Von 1988 bis 2000 arbeitete er zunächst als Sozialarbeiter, später auch als Jurist bei diversen Institutionen im Sozialwesen. Ab 2001 arbeitete er als freier Mitarbeiter Forschungsinstitut für Arbeit und Arbeitsrecht der Universität St. Gallen bei Thomas Geiser. Dort promovierte er 2003 mit summa cum laude zum Dr. iur. Von 2001 bis 2007 hatte er zudem eine FH-Professur an der Fachhochschule Nordwestschweiz inne.
Nach Forschungsaufenthalten an der Humboldt-Universität zu Berlin und der University of California, Berkeley vollendete Pärli 2009 in St. Gallen seine Habilitation und erhielt die venia legendi für die Fächer Arbeits- und Sozialversicherungsrecht. Im Anschluss an seine Tätigkeit an der Fachhochschule Nordwestschweiz hatte er bis 2016 eine FH-Professur an der Zürcher Hochschule für Angewandte Wissenschaften inne. Seit 2009 arbeitete er zudem als Privatdozent an der Universität St. Gallen. Seit Februar 2016 hat Pärli die Professur für Soziales Privatrecht an der Universität Basel inne.

## Veröffentlichungen (Auswahl)
- Datenaustausch zwischen Arbeitgeber und Versicherung, Probleme der Bearbeitung von Gesundheitsdaten der Arbeitnehmer bei der Begründung des privatrechtlichen Arbeitsverhältnisses. Dissertation. Stämpfli, Bern 2003, ISBN 3-7272-0412-5.
- Vertragsfreiheit, Gleichbehandlung und Diskriminierung im privatrechtlichen Arbeitsverhältnis, Völker- und verfassungsrechtlicher Rahmen und Bedeutung des europäischen Gemeinschaftsrechts. Habilitationsschrift. Stämpfli, Bern 2009, ISBN 978-3-7272-0028-1.
- IIZ-Datenaustausch: Datenschutz und Datenaustausch in der Interinstitutionellen Zusammenarbeit (IIZ). Schulthess, Zürich 2014, ISBN 978-3-7255-7085-0.